# Brasil Open de Pólo Aquático Feminino de 2017
O Brasil Open de Pólo Aquático Feminino de 2017 foi a 2ª edição deste torneio de pólo aquático feminino do Brasil organizado pela Liga Brasileira de Pólo Aquático com a chancela da Confederação Brasileira de Desportos Aquáticos (CBDA). A competição ocorreu de 12 de junho a 18 de junho com a fase final sendo disputada no Parque Aquático Maria Lenk. O Esporte Clube Pinheiros sagrou-se campeão do torneio.

## Participantes
| Equipe     | Cidade         | Estado | Títulos        |
| ---------- | -------------- | ------ | -------------- |
| Botafogo   | Rio de Janeiro | RJ     | 0 (não possui) |
| Flamengo   | Rio de Janeiro | RJ     | 0 (não possui) |
| Paineiras  | São Paulo      | SP     | 0 (não possui) |
| Paulistano | São Paulo      | SP     | 0 (não possui) |
| Pinheiros  | São Paulo      | SP     | 0 (não possui) |
| SESI       | São Paulo      | SP     | 0 (não possui) |

## Primeira Fase

### Grupo A
| Pos | Times     | Pts | J | V | E | D | GP | PC | SP  | Classificação ou rebaixamento   |
| --- | --------- | --- | - | - | - | - | -- | -- | --- | ------------------------------- |
| 1   | Paineiras | 6   | 3 | 3 | 0 | 0 | 23 | 13 | +10 | Classificados para a Fase final |
| 2   | Flamengo  | 4   | 3 | 2 | 0 | 1 | 40 | 21 | +19 | Classificados para a Fase final |
| 3   | SESI      | 1   | 3 | 0 | 1 | 2 | 18 | 33 | -15 | Classificados para a Fase final |

### Grupo B
| Pos | Times      | Pts | J | V | E | D | GP | PC | SP  | Classificação ou rebaixamento   |
| --- | ---------- | --- | - | - | - | - | -- | -- | --- | ------------------------------- |
| 1   | Pinheiros  | 4   | 3 | 2 | 0 | 1 | 30 | 19 | +11 | Classificados para a Fase final |
| 2   | Paulistano | 2   | 3 | 1 | 0 | 2 | 25 | 32 | -7  | Classificados para a Fase final |
| 3   | Botafogo   | 1   | 3 | 0 | 1 | 2 | 12 | 30 | -18 | Classificados para a Fase final |

## Fase Final
|  | Semifinais               | Semifinais               |   |                          | Final                    | Final |  |
|  |                          |                          |   |                          |                          |       |  |
|  | Maria Lenk - 17 de junho |                          |   |                          |                          |       |  |
|  | Flamengo                 | 14                       |   |                          |                          |       |  |
|  | Paulistano               | 2                        |   |                          |                          |       |  |
|  |                          |                          |   |                          |                          |       |  |
|  |                          |                          |   |                          | Maria Lenk - 18 de junho |       |  |
|  |                          |                          |   |                          | Flamengo                 | 6     |  |
|  |                          | Pinheiros                | 7 |                          |                          |       |  |
|  |                          |                          |   |                          |                          |       |  |
|  |                          |                          |   |                          |                          |       |  |
|  |                          |                          |   |                          | Terceiro lugar           |       |  |
|  | Maria Lenk - 17 de junho | Maria Lenk - 17 de junho |   | Maria Lenk - 18 de junho | Maria Lenk - 18 de junho |       |  |
|  | Pinheiros                | 9                        |   | Paulistano               | 6                        |       |  |
|  | Paineiras                | 7                        |   |                          | Paineiras                | 9     |  |

## Premiação
| Brasil Open de Polo Aquático Feminino de 2017 |
| --------------------------------------------- |
| PINHEIROS Campeão (1º Título)                 |